# The Rocketeer (jeu vidéo)
The Rocketeer est un jeu vidéo d'action et de plates-formes développé par Ironwind Software et édité par Bandai, sorti en 1991 sur NES.
Il est basé sur le film Les Aventures de Rocketeer.

## Accueil
- AllGame : 4/5[1]